# 清水山 (名古屋市)
清水山（しみずやま）は、愛知県名古屋市緑区の町名。現行行政地名は清水山一丁目及び清水山二丁目。住居表示未実施。

## 地理
名古屋市緑区の南東部に位置し、東に桶狭間清水山、西に忠治山、南東に桶狭間切戸、北西に大根山、北に文久山、北東に桶狭間神明、南に大府市と接する。

## 歴史

### 沿革
- 2009年（平成21年）11月7日 - 有松町大字桶狭間字権平谷・清水山・切戸山の一部、大高町字大根山・籠池・水主ケ池・西茶屋の一部、大高町字下籠池・東茶屋の全部を編入し、設置[1]。

## 世帯数と人口
2019年（平成31年）3月1日現在の世帯数と人口は以下の通りである。
| 丁目         | 世帯数  | 人口    |
| ------------ | ------- | ------- |
| 清水山一丁目 | 216世帯 | 534人   |
| 清水山二丁目 | 309世帯 | 633人   |
| 計           | 525世帯 | 1,167人 |

### 人口の変遷
国勢調査による人口の推移
| 2010年（平成22年） | 1,134人 | [ 7 ] |  |
| 2015年（平成27年） | 1,154人 | [ 8 ] |  |

## 学区
市立小・中学校に通う場合、学校等は以下の通りとなる。また、公立高等学校に通う場合の学区は以下の通りとなる。なお、小学校は学校選択制度を導入しておらず、番毎で各学校に指定されている。
| 丁目         | 小学校                                      | 中学校               | 高等学校 |
| ------------ | ------------------------------------------- | -------------------- | -------- |
| 清水山一丁目 | 名古屋市立桶狭間小学校 名古屋市立南陵小学校 | 名古屋市立有松中学校 | 尾張学区 |
| 清水山二丁目 | 名古屋市立桶狭間小学校 名古屋市立南陵小学校 | 名古屋市立有松中学校 | 尾張学区 |

## 交通
- 愛知県道50号名古屋碧南線

## 施設
- ピアゴ 清水山店
- 籠池公園

2007年（平成19年）3月1日供用開始。
- 鈴豊精鋼
- 下籠池公園

2001年（平成13年）2月17日供用開始。
- 大須ういろ本社

## その他

### 日本郵便
- 郵便番号 : 459-8009[4]（集配局：緑郵便局[12]）。